# Поражение после победы

«Поражение после победы» — фильм Анатолия Дьяченко.
Премьера картины состоялась в июле 1989 года.

## Сюжет
Громкие победы Геннадия Кедрова на ринге сменяются чередой личных поражений. Делая ставку на спортивной карьере, герой уходит с работы на заводе и решает бросить университет. Отказ тренера от участия в более серьёзных соревнованиях заставляет Геннадия поставить крест на спорте. В прошлом перспективный, 27-летний боксер пытается заработать хоть какие-то деньги работая то грузчиком, то могильщиком, то приёмщиком макулатуры. Ещё одним ударом становится прагматичная реакция жены на болезнь свекрови.
Отсутствие стабильного заработка, разочарование в супружеских отношениях, предательство друга — вся эта цепочка неудач отправляет боксера в нокдаун. В снах герой постоянно сталкивается с необратимостью своего будущего.
В какой-то момент Геннадий понимает, что единственный человек, который способен вновь сделать его счастливым — это жена его собственного друга.
Желание снова чувствовать себя нужным и боязнь окончательно потерять себя толкает героя на кардинальные перемены в его и так непростой судьбе.

## В ролях
- Вадим Яковлев — Геннадий
- Александр Волхонский — Игорь
- Татьяна Хроленок — Катя, жена Геннадия
- Ирина Кабанова — Рита

## Съёмочная группа
- Автор сценария — Фархад Агамалиев
- Режиссёр-постановщик — Анатолий Дьяченко
- Главный оператор — Георгий Майер
- Художник — Сергей Сологуб
- Композитор — Александр Сидмак
- Звукооператор — З. Миркина
- Монтажер — Ф. Стремякова
- Режиссёр — А. Наговицын
- Оператор — С. Невров
- Костюмы — Т. Сагирова
- Грим — О. Емцова, Е. Суханова
- Художник-фотограф — Л. Тыщенко
- Комбинированные съемки — Г. Хлынова
- Цветоустановщик — Л. Гаврилова
- Директор фильма — Нонна Галесник

## Интересные факты
- В качестве дистрибьютора DVD-версии фильма выступила Торговая Фирма «Никитин».